# 류수민
류수민(柳秀旼, 1979년 9월 13일 ~ )은 MBC의 아나운서이다.

## 학력
- 연세대학교 국어국문학 학사
- 연세대학교 교육대학원 석사과정 중퇴

## 경력
| 연도      | 사항                    |
| --------- | ----------------------- |
|           | MBC 아나운서국 차장     |
| 2003.12 ~ | MBC 아나운서국 아나운서 |

## 진행

### TV

#### 뉴스
- 6시 뉴스매거진 (2011년 11월 28일 ~ 2012년 1월 19일)
- 930 MBC 뉴스 (2012년 10월 8일 ~ 2013년 3월 15일, 2017년 12월 26일 ~ 2019년 2월 8일)
- MBC 뉴스 24 (2015년 11월 9일 ~ 2017년 8월 11일)
- MBC 뉴스와 경제
- MBC 뉴스와 인터뷰
- MBC 1분뉴스
- MBC 주말뉴스

#### 시사교양
- TV 속의 TV 2005~2012
- 2018 자카르타 팔렘방 아시안게임 live
- 세계문화오픈
- 희망채널 더불어 좋은 세상
- 우리말 나들이
- MBC 창사 50주년 특별기획 세상을 바꾸는 생각 (내레이션)
- 요리보고 세계보고
- UHD세상탐험(내레이션)2018~
- UHD특선다큐 (내레이션)2019~

#### 예오락
- 줌인 게임천국

#### 어린이
- 내 친구들의 세상
- 로그인 싱싱뉴스

### 라디오(시사)
- 아침&뉴스 류수민입니다

#### 뉴스
- 뉴스 포커스

#### MBC FM4U
- 세상을 여는 아침 (2005년 4월 25일 ~ 2005년 10월 23일)

#### MBC 표준FM
- 아침 & 뉴스 류수민입니다(2019년 9월 30일 ~ 현재)
- 라디오 우리말나들이
- 우리의 소리를 찾아서
- 아침을 달린다 (2011년 3월 1일 ~ 2011년 5월 9일)
- 휴먼라디오, 우리 (2012년 10월 22일 ~ 2014년 4월 11일)
- 이 사람이 사는 세상 (2014년 4월 14일 ~ 2015년 3월 7일)